# Sehrt-Zeichen
Das Sehrt-Zeichen oder Sehrt-Risse, neu auch Fritz-Zeichen, ist ein Begriff aus der Rechtsmedizin, der einen seltenen Befund bei der Obduktion einer ertrunkenen Person bezeichnet.
Durch ein versehentliches Schlucken von großen Wassermengen und anschließendem Erbrechen kommt es zu einer starken Überdehnung des Magens, die vor allem am Mageneingang zu Rissen in der Schleimhaut führt. Diese können als diagnostisches Kriterium des Ertrinkungstodes herangezogen werden, besitzen alleine jedoch keinen beweisenden Charakter.
Namensgebend sind der Freiburger Chirurg Ernst Sehrt (1879–1952), und der Innsbrucker Rechtsmediziner Erich Fritz (1899–1989), die beide 1931 publizierten. Fritz kommt vermutlich die Priorität zu.